# Palma Arena
 (avril 2025).
Si vous disposez d'ouvrages ou d'articles de référence ou si vous connaissez des sites web de qualité traitant du thème abordé ici, merci de compléter l'article en donnant les références utiles à sa vérifiabilité et en les liant à la section « Notes et références ».
Palma Arena est un vélodrome situé à Palma de Majorque en Espagne. Il a été inauguré en 2007 et a notamment accueilli les Championnats du monde de cyclisme sur piste 2007.